# Mickaël Bert
Pour les articles homonymes, voir Bert.

a Compétitions nationales et continentales officielles uniquement.

Mickaël Bert, né le 4 janvier 1980 à Montpellier, est un joueur français de rugby à XV qui évolue aux postes de deuxième ligne et troisième ligne aile. Il joue pendant sa carrière professionnelle au sein des clubs du Montpellier RC et de l'US Dax, respectivement pendant neuf et huit saisons, avant de reconvertir en tant qu'entraîneur.

## Biographie
Joueur formé au Montpellier RC, Mickaël joue son premier match avec l'équipe senior en 1999 pour un quart de finale de championnat Élite 2 gagné face au CA Lannemezan[réf. nécessaire]. Il intègre l'équipe première en 1999, jouant son premier match en tant que titulaire face au RRC Nice en coupe de France, et en championnat d'Élite 2 face au SC Graulhet[réf. nécessaire]. Il est champion de France de Pro D2 face au Tarbes PR, le 6 juin 2003 à Montauban et signe son premier contrat professionnel en 2004. Il est également champion d'Europe dans le cadre du Bouclier européen 2003-2004 face au Rugby Viadana en mai 2004.
Après plus de 20 ans au MRC, poussé par les dirigeants Didier Nourault et Thierry Perez, il rejoint l'US Dax en 2008, alors en Top 14. Deuxième ligne de formation, il dépanne également au poste de troisième ligne et prend le brassard de capitaine lors de la saison 2012-2013. Il devient l'un des cadres de l'équipe dacquoise. Il prolonge son contrat à plusieurs reprises ; en 2010, il est reconduit pour deux années, puis pour deux nouvelle saisons en 2012. En fin de contrat en 2014 et alors âgé de 34 ans, il reconduit à nouveau son contrat avec l'USD pour deux saisons supplémentaires.
Non reconduit à l'issue de la saison 2016-2017,, il rejoint dans le même département le SA Hagetmau, alors engagé en Fédérale 2 ; il évolue ainsi au niveau amateur après avoir disputé plus de 250 matchs professionnels. Il prend finalement sa retraite sportive après une saison.
En parallèle de sa fin de carrière sportive, il commence à entreprendre sa reconversion professionnelle et gère une société de stations de lavage automobile dans la région dacquoise.
Il se reconvertit ensuite en tant qu'entraîneur pour la saison 2018-2019 auprès de l'une de ses anciennes équipes, le SA Hagetmau, évoluant toujours en Fédérale 2 ; il quitte son poste après cette première saison.

## Palmarès
- Bouclier européen :
  - Vainqueur (1) : 2004 avec le Montpellier RC.
- Championnat de France de Pro D2 :
  - Champion (1) : 2003 avec le Montpellier RC.